# Dolina szczęścia
Dolina Szczęścia – polska komedia obyczajowa z 1983 roku w reżyserii Krzysztofa Nowaka.

## Fabuła
Do domu wczasowego „Dolina szczęścia” mieszczącego się w tajemniczym zamku w górach przybywają wczasowicze. Jest wśród nich młody intelektualista Artur, któremu najłatwiej porozumieć się z dziećmi, a w kontaktach z kobietami krępuje go nieśmiałość. W grupie jest też Kazik, skuteczny uwodziciel kobiet, o manierach cinkciarza, piękna rozwódka Basia oraz hrabia Woyciechowski. W tajemniczej scenerii rozgrywają się dziwne wydarzenia. Po pewnym czasie kierowniczka ogłasza koniec turnusu ze względu na brak żywności i funduszy. Wczasowicze protestują, a w nocy okazuje się, że cały personel "Doliny szczęścia" niespodziewanie zniknął. Wczasowicze przeszukują cały zamek, aż wkrótce odkrywają piękną Salę Księżycową i na przekór mrozom i głodowi postanawiają zostać. W zimową noc wysyłają Artura by szukał pomocy.

## Plenery
Większość scen filmu została nakręcona w zamku Czocha, w obecnym województwie dolnośląskim, i jego okolicach. 

## Obsada
- Michał Juszczakiewicz – Artur
- Gustaw Lutkiewicz – docent Woyciechowski, pastuch
- Zbigniew Buczkowski – Kazik
- Michał Leśniak – profesor
- Jadwiga Żywczak – żona profesora Zofia
- Zdzisław Kuźniar – Zdzisław Kamiński
- Mieczysław Janowski – Jerzy
- Jerzy Zygmunt Nowak – Inżynier
- Iwona Bielska – Basia Głowacka
- Emilia Krakowska – kierowniczka „Doliny szczęścia”
- Genowefa Wydrych – Kamińska
- Monika Sapilak – Ewelinka